# Петар Милошевић (књижевник)
Петар Милошевић (Калаз, 3. март 1952 — Сентандреја, 19. новембар 2021) био је српски књижевник, историчар књижевности, антологичар и универзитетски професор у Будимпешти.

## Биографија
Петар Милошевић је рођен 3. марта 1952. године у Калазу (Мађарска), месту надомак Будима. Отац Миленко је био уважени професор и дугогодишњи заменик директора Српскохрватске основне школе и гимназије у Будимпешти. Мајка Дивна Рафајловић је родом из Медине, маленог места недалеко од српског манастира Грабовца у жупанији Толна. Петар Милошевић је похађао Српскохрватску гимназију, где је после студија извесно време, 1976. и 1977. године, радио као професор српске књижевности и језика.
Између 1977. и 1979. био је стипендиста научног усавршавања, а у периоду од 1980-1984. радио је као асистент на Славистичкој катедри Филолошког факултета будимпештанског Универзитета Етвеш Лоранд. Од 1984. до 1995. је адјункт, а 1995. стиче титулу универзитетског доцента, а 2011. стиче титулу универзитетског професора.
Године 1979. је положио докторат, а 1994. је стекао кандидатуру књижевне науке да би 2000. године постао хабилитант доктор књижевне науке.
Милошевић је написао бројне студије, анализе из области српске, хрватске и мађарске историје књижевности. Аутор је многобројних приказа о делима и стваралаштву књижевника наведених националних литература.
Петар Милошевић је од седамдесетих и током осамдесетих година 20. века уређивао рубрику „Култура“ у Народним новинама, бившем недељнику Срба, Хрвата и Словенаца у Мађарској. Помно је пратио и писао критичке чланке о раду и делатности наших књижевника на овим просторима.
Милошевић је био члан уредништва „Невена“, прилога Народних новина за књижевност, уметност и културу. Осамдесетих година 20. века био је један од покретача књижевног часописа „Глас“ који је излазио у Будимпешти.
Петар Милошевић је један од оснивача Задужбине Јакова Игњатовића, основане 1988. године у Будимпешти.
Од маја 1991. године, па све до априла 1999. Милошевић је био први главни уредник Српских народних новина, јединог недељног листа Срба у Мађарској. Захваљујући његовој ангажованости једно време је излазио и „Алманах“ поменутог листа.
Од маја 2003. постаје главни уредник поново покренутог „Невена“, прилога Српских народних новина.
Поред свих својих активности Петар Милошевић је један од најплоднијих и најпознатијих српских књижевника у Мађарској. У сарадњи са Српским позориштем у Мађарској остварио је неколико музичко-сценских дела.
Преминуо је 19. новембра 2021. у Сентандреји.

## Награде
- Награда Задужбине „Јаков Игњатовић”, за збирку песама Сентандрејски типик, 1990.
- Златна значка КПЗ Србије
- Награда „Сирмијумски сатир”, специјална, 1995.
- Награда „Рачанска повеља”, 2008.
- Награда „Борисав Станковић”, за роман Тиња Kalaz, 2014.
- Међународна награда „Бранко Радичевић”, 2014.

## Дела

### Збирка песама
- Сентандрејски типик (Нови Сад, 1990)

### Проза
- Наћи ћу другог (Будимпешта, 1994) - приповетке
- Лондон, Помаз (Нови Сад - Будимпешта, 1994) - роман
- Ми же Сентандрејци (Нови Сад - Будимпешта, 1997) - роман
- Битка за Сулејмановац (Нови Сад - Будимпешта, 2001) - роман
- Вебсајт-стори (Београд - Будимпешта, 2001) - роман
- Тиња Калаз (Нови Сад – Будимпешта, 2013) – роман

### Стручна литература
- Огледи и критике (Будимпешта, 1991) - о савременој књижевности Срба и Хрвата у Мађарској
- (Будимпешта, 1998) - историја српске књижевности
- Поезија апсурда (Београд, 2005, 2008) - студија о поезији Васка Попе
- Од десетерца до хипертекста (Будимпешта, 2007) - књижевне студије
- Данас, јуче, прекјуче (Будимпешта, 2008) - скице и есеји наше књижевности у Мађарској
- Сторија српске књижевности (Београд, 2010) – монографија

### Сценска дела (у сарадњи са Српским позориштем у Мађарској)
- Авала експрес (1996) - препеви стихова Тамаша Чеха и песме Петра Милошевића
- Матурски састанак (1997) - песме Петра Милошевића
- Чудо у Текелијануму (2005) - музичко сценско дело
- Едит Пјаф (2007) - музичко сценско дело

### Антологије (које је приредио)
- Где нестаје глас? (Будимпешта, 1984)
- На другој обали (Ваљево-Београд, 1984)
- Песма будилника (Будимпешта, 2007)

### Хрестоматија
- Сеоба Срба (Будимпешта, 1990)